# Air Canada Express
Air Canada Express — магістральна віртуальна авіакомпанія Канади Air Canada, що використовується рядом регіональних авіаперевізників для виконання пасажирських перевезень у великі транзитні аеропорти Air Canada з невеликих аеропортів країни.
26 квітня 2011 року керівництво магістрала оголосило про ліквідацію великої дочірньої авіакомпанії Air Canada Jazz і створення розширеної торгової марки Air Canada Express'.

## Оператори бренду
У вересні 2013 року під торговою маркою Air Canada Express працювали такі регіональні авіакомпанії:
- Central Mountain Air в жовтні 2011 року згорнула всі операції під брендом Air Canada Express після того, як її маршрути в Альберту і Британську Колумбію були передані іншій регіональній авіакомпанії Air Georgian.
- Sky Regional Airlines експлуатує 15 літаків Embraer E-175, які раніше працювали в Air Canada[3].